# Dorylus fuscipennis
Dorylus fuscipennis é uma espécie de formiga do gênero Dorylus.